# 李蕊 (田径运动员)
李蕊（1979年11月22日—），中华人民共和国退役女子跨栏运动员。她在1998年亚洲锦标赛上以55.80秒赢得金牌。她在1998年世界杯上得第七名。

## 战绩
| 年        | 賽事       | 舉辦城市  | 名次      | 記錄      |
| 代表 中国 | 代表 中国  | 代表 中国 | 代表 中国 | 代表 中国 |
| --------- | ---------- | --------- | --------- | --------- |
| 1997      | 东亚运动会 | 韩国釜山  | 第3名     | 400米栏   |
| 1998      | 亚洲锦标赛 | 日本福冈  | 第1名     | 400米栏   |